# Mohamed Amoura
Mohamed El Amine Amoura (in arabo محمد الأمين عمورة‎?; Jijel, 9 maggio 2000) è un calciatore algerino, attaccante del Wolfsburg, in prestito dall'Union Saint-Gilloise, e della nazionale algerina.

## Caratteristiche tecniche
È un centravanti bravo ad attaccare gli spazi,veloce e prolifico sotto porta. Non eccelle fisicamente, ha un baricentro basso, può svariare sul fronte offensivo e giocare con buoni risultati anche da esterno d'attacco.

## Carriera

### Club

#### Giovanili e Lugano
Cresciuto nel settore giovanile del ES Sétif, debutta in prima squadra il 17 febbraio 2020 in occasione dell'incontro di Ligue 1 vinto 3-0 contro il CA Bordj Bou Arreridj. Chiude la stagione con 16 goal,attirando l'interesse di varie squadre.
Il 29 agosto 2021 viene acquistato a titolo definitivo dal Lugano. La prima stagione in Super League è positiva dove segna 6 goal in 27 presenze. Nella stagione 2022-2023 migliora il suo rendimento,contribuendo alla vittoria della coppa svizzera contro il San Gallo per 4-1.

#### Union Saint-Gilloise
Nell'estate del 2023 viene acquistato dai belgi dell'Union Saint-Gilloise per 4 milioni di euro,con cui sottoscrive un contratto fino al 30 giugno 2027.
Un acquisto super azzeccato dato che l'attaccante si conquista il posto da titolare a suon di goal. Segna il 21 Settembre 2023 nel pareggio contro il Tolosa per 1-1 in Europa League. Il 14 dicembre 2023 segna il goal del vantaggio nella vittoria in Europa League contro il Liverpool per 2-1. Segna 17 goal in 23 presenze in Pro League, vince la coppa del Belgio contro l'Anversa portando uno storico trofeo al club belga.

#### Wolfsburg
Il 6 luglio 2024 viene ceduto in prestito al Wolfsburg con diritto di riscatto fissato a 15 milioni di euro. Il 28 settembre successivo segna il suo primo goal nel pareggio contro lo Stoccarda per 2-2. Il 2 novembre torna al goal nel pareggio contro l'Augusta per 1-1. Il 30 novembre realizza la sua prima doppietta nella vittoria in trasferta per 1-5 contro il Lipsia. L'8 dicembre torna al goal con un tap-in che contribuisce alla vittoria finale per 4-3 contro il Magonza. L'11 gennaio 2025 è decisivo con un goal di testa nella trasferta contro l'Hoffenheim vinta per 0-1. La settimana seguente realizza la sua seconda doppietta nella sconfitta in trasferta contro il Bayern Monaco per 3-2. Grazie alle due reti su calcio di rigore contro Stoccarda e St.Pauli, raggiunge la doppia cifra in Bundesliga in termini di goal, oltre che gli 11 assist forniti ai suoi compagni.

### Nazionale
È stato convocato per la Coppa delle nazioni africane 2021.

## Statistiche

### Presenze e reti nei club
Statistiche aggiornate al 19 agosto 2023.
| Stagione        | Squadra              | Campionato      | Campionato | Campionato | Coppe nazionali | Coppe nazionali | Coppe nazionali | Coppe continentali | Coppe continentali | Coppe continentali | Altre coppe | Altre coppe | Altre coppe | Totale | Totale |
| Stagione        | Squadra              | Comp            | Pres       | Reti       | Comp            | Pres            | Reti            | Comp               | Pres               | Reti               | Comp        | Pres        | Reti        | Pres   | Reti   |
| --------------- | -------------------- | --------------- | ---------- | ---------- | --------------- | --------------- | --------------- | ------------------ | ------------------ | ------------------ | ----------- | ----------- | ----------- | ------ | ------ |
| 2019-2020       | ES Sétif             | L1              | 1          | 1          | CA              | 0               | 0               |                    | -                  | -                  |             | -           | -           | 1      | 1      |
| 2020-2021       | ES Sétif             | L1              | 35         | 15         | CA              | 1               | 0               | CCL                | 8                  | 2                  |             | -           | -           | 44     | 17     |
| Totale ES Setif | Totale ES Setif      | Totale ES Setif | 36         | 16         |                 | 1               | 0               |                    | 8                  | 2                  |             | -           | -           | 45     | 18     |
| 2021-2022       | Lugano               | SL              | 23         | 5          | CS              | 4               | 1               | -                  | -                  | -                  | -           | -           | -           | 27     | 6      |
| 2022-2023       | Lugano               | SL              | 31         | 8          | CS              | 4               | 2               | UECL               | 1                  | 0                  | -           | -           | -           | 36     | 10     |
| lug.-ago.2023   | Lugano               | SL              | 3          | 1          | CS              | 0               | 0               |                    | -                  | -                  |             | -           | -           | 3      | 1      |
| Totale Lugano   | Totale Lugano        | Totale Lugano   | 57         | 14         |                 | 8               | 3               |                    | 1                  | 0                  |             | -           | -           | 66     | 17     |
| ago.2023-2024   | Union Saint-Gilloise | PL              | 32         | 18         | CB              | 4               | 1               | UEL                | 6+3                | 2+0                |             | -           | -           | 45     | 21     |
| 2024-2025       | Wolfsburg            | BL              | 16         | 8          | CG              | 2               | 0               | -                  | -                  | -                  | -           | -           | -           | 18     | 8      |
| Totale carriera | Totale carriera      | Totale carriera | 143        | 56         |                 | 15              | 4               |                    | 18                 | 4                  |             | -           | -           | 174    | 64     |

### Cronologia presenze e reti in nazionale
| Cronologia completa delle presenze e delle reti in nazionale ― Algeria | Cronologia completa delle presenze e delle reti in nazionale ― Algeria | Cronologia completa delle presenze e delle reti in nazionale ― Algeria | Cronologia completa delle presenze e delle reti in nazionale ― Algeria | Cronologia completa delle presenze e delle reti in nazionale ― Algeria | Cronologia completa delle presenze e delle reti in nazionale ― Algeria | Cronologia completa delle presenze e delle reti in nazionale ― Algeria | Cronologia completa delle presenze e delle reti in nazionale ― Algeria |
| Data                                                                   | Città                                                                  | In casa                                                                | Risultato                                                              | Ospiti                                                                 | Competizione                                                           | Reti                                                                   | Note                                                                   |
| ---------------------------------------------------------------------- | ---------------------------------------------------------------------- | ---------------------------------------------------------------------- | ---------------------------------------------------------------------- | ---------------------------------------------------------------------- | ---------------------------------------------------------------------- | ---------------------------------------------------------------------- | ---------------------------------------------------------------------- |
| 8-10-2021                                                              | Blida                                                                  | Algeria                                                                | 6 – 1                                                                  | Niger                                                                  | Qual. Mondiali 2022                                                    | -                                                                      | 78’                                                                    |
| 12-10-2021                                                             | Niamey                                                                 | Niger                                                                  | 0 – 4                                                                  | Algeria                                                                | Qual. Mondiali 2022                                                    | -                                                                      | 59’                                                                    |
| 4-6-2022                                                               | Algeri                                                                 | Algeria                                                                | 2 – 0                                                                  | Uganda                                                                 | Qual. Coppa d'Africa 2023                                              | -                                                                      | 69’                                                                    |
| 8-6-2022                                                               | Dar es Salaam                                                          | Tanzania                                                               | 0 – 2                                                                  | Algeria                                                                | Qual. Coppa d'Africa 2023                                              | 1                                                                      | 46’ 82’                                                                |
| 12-6-2022                                                              | Doha                                                                   | Iran                                                                   | 1 – 2                                                                  | Algeria                                                                | Amichevole                                                             | 1                                                                      | 67’                                                                    |
| 23-9-2022                                                              | Bir El Djir                                                            | Algeria                                                                | 1 – 0                                                                  | Guinea                                                                 | Amichevole                                                             | -                                                                      | 74’                                                                    |
| 27-9-2022                                                              | Bir El Djir                                                            | Algeria                                                                | 2 – 1                                                                  | Nigeria                                                                | Amichevole                                                             | -                                                                      | 84’                                                                    |
| 16-11-2022                                                             | Bir El Djir                                                            | Algeria                                                                | 1 – 1                                                                  | Mali                                                                   | Amichevole                                                             | -                                                                      | 73’                                                                    |
| 19-11-2022                                                             | Malmö                                                                  | Svezia                                                                 | 2 – 0                                                                  | Algeria                                                                | Amichevole                                                             | -                                                                      | 67’                                                                    |
| 23-3-2023                                                              | Baraki                                                                 | Algeria                                                                | 2 – 1                                                                  | Niger                                                                  | Qual. Coppa d'Africa 2023                                              | -                                                                      | 46’                                                                    |
| 27-3-2023                                                              | Radès                                                                  | Niger                                                                  | 0 – 1                                                                  | Algeria                                                                | Qual. Coppa d'Africa 2023                                              | -                                                                      | 74’                                                                    |
| 18-6-2023                                                              | Douala                                                                 | Uganda                                                                 | 1 – 2                                                                  | Algeria                                                                | Qual. Coppa d'Africa 2023                                              | 2                                                                      | 70’                                                                    |
| 20-6-2023                                                              | Annaba                                                                 | Algeria                                                                | 1 – 1                                                                  | Tunisia                                                                | Amichevole                                                             | -                                                                      | 74’                                                                    |
| 7-9-2023                                                               | Annaba                                                                 | Algeria                                                                | 0 – 0                                                                  | Tanzania                                                               | Qual. Coppa d'Africa 2023                                              | -                                                                      | 68’ 90+3’                                                              |
| 12-9-2023                                                              | Dakar                                                                  | Senegal                                                                | 0 – 1                                                                  | Algeria                                                                | Amichevole                                                             | -                                                                      | 73’                                                                    |
| 12-10-2023                                                             | Costantina                                                             | Algeria                                                                | 5 – 1                                                                  | Capo Verde                                                             | Amichevole                                                             | 1                                                                      | 73’                                                                    |
| 16-10-2023                                                             | al-ʿAyn                                                                | Egitto                                                                 | 1 – 1                                                                  | Algeria                                                                | Amichevole                                                             | -                                                                      | 67’                                                                    |
| 16-11-2023                                                             | Baraki                                                                 | Algeria                                                                | 3 – 1                                                                  | Somalia                                                                | Qual. Mondiali 2026                                                    | -                                                                      | 46’                                                                    |
| 19-11-2023                                                             | Maputo                                                                 | Mozambico                                                              | 0 – 2                                                                  | Algeria                                                                | Qual. Mondiali 2026                                                    | -                                                                      | 17’ 76’                                                                |
| 5-1-2024                                                               | Lomé                                                                   | Togo                                                                   | 0 – 3                                                                  | Algeria                                                                | Amichevole                                                             | -                                                                      | 68’                                                                    |
| 20-1-2024                                                              | Bouaké                                                                 | Algeria                                                                | 2 – 2                                                                  | Burkina Faso                                                           | Coppa d'Africa 2023 - 1º turno                                         | -                                                                      | 46’                                                                    |
| 23-1-2024                                                              | Bouaké                                                                 | Mauritania                                                             | 1 – 0                                                                  | Algeria                                                                | Coppa d'Africa 2023 - 1º turno                                         | -                                                                      | 69’                                                                    |
| 22-3-2024                                                              | Baraki                                                                 | Algeria                                                                | 3 – 2                                                                  | Bolivia                                                                | Amichevole                                                             | -                                                                      | 46’                                                                    |
| 26-3-2024                                                              | Baraki                                                                 | Algeria                                                                | 3 – 3                                                                  | Sudafrica                                                              | Amichevole                                                             | -                                                                      | 46’                                                                    |
| 6-6-2024                                                               | Baraki                                                                 | Algeria                                                                | 1 – 2                                                                  | Guinea                                                                 | Qual. Mondiali 2026                                                    | -                                                                      | 59’                                                                    |
| 10-6-2024                                                              | Kampala                                                                | Uganda                                                                 | 1 – 2                                                                  | Algeria                                                                | Qual. Mondiali 2026                                                    | -                                                                      |                                                                        |
| 10-10-2024                                                             | Annaba                                                                 | Algeria                                                                | 5 – 1                                                                  | Togo                                                                   | Qual. Coppa d'Africa 2025                                              | 1                                                                      | 76’                                                                    |
| 14-10-2024                                                             | Lomé                                                                   | Togo                                                                   | 0 – 1                                                                  | Algeria                                                                | Qual. Coppa d'Africa 2025                                              | -                                                                      | 81’                                                                    |
| 14-11-2024                                                             | Malabo                                                                 | Guinea Equatoriale                                                     | 0 – 0                                                                  | Algeria                                                                | Qual. Coppa d'Africa 2025                                              | -                                                                      | 89’                                                                    |
| 17-11-2024                                                             | Tizi Ouzou                                                             | Algeria                                                                | 5 – 1                                                                  | Liberia                                                                | Qual. Coppa d'Africa 2025                                              | 1                                                                      | 73’                                                                    |
| 21-3-2025                                                              | Francistown                                                            | Botswana                                                               | 1 – 3                                                                  | Algeria                                                                | Qual. Mondiali 2026                                                    | 2                                                                      |                                                                        |
| 25-3-2025                                                              | Tizi Ouzou                                                             | Algeria                                                                | 5 – 1                                                                  | Mozambico                                                              | Qual. Mondiali 2026                                                    | 3                                                                      | 84’                                                                    |
| 5-6-2025                                                               | Costantina                                                             | Algeria                                                                | 2 – 0                                                                  | Ruanda                                                                 | Amichevole                                                             | -                                                                      | 73’                                                                    |
| Totale                                                                 |                                                                        | Presenze                                                               | 33                                                                     |                                                                        | Reti                                                                   | 12                                                                     |                                                                        |

## Palmarès

### Club

#### Competizioni nazionali
- Coppa del Belgio: 1

Union Saint-Gilloise: 2023-2024